# 松井功 (ゴルファー)
松井 功（まつい いさお　1941年11月2日 - ）は、日本のプロゴルファー、ゴルフ解説者・指導者。第9代日本プロゴルフ協会会長。

## 経歴・人物
兵庫県神戸市出身。林由郎に弟子入りし、最初は東京都民ゴルフクラブ、次いで茨城カントリークラブで修業した。プロテストには1966年9月に合格し、1967年プロデビュー。
しかしツアー競技の優勝歴はなく、レギュラーツアーの最高成績は1972年、静岡オープン準優勝。1976年にはPGAツアーのトライアウトにチャレンジした経歴もある。
1991年からシニアツアーに参加。2015年4月に行われたシニアツアーの金秀シニア沖縄オープンでエージシュートを達成して、プロ初優勝を決めた。
レギュラーツアー時代から日本プロゴルフ協会競技管理委員、シニア協議開発部会部長の要職を務めたほか、テレビのゴルフ中継解説者、テレビ・ラジオなどのメディアでゴルフのレッスン講師他を歴任している。
2002年には日本プロゴルフ協会（JPGA）理事・広報委員長に就任、2006年に第9代JPGA会長に就任、2期務める。
JPGA会長退任後は相談役を務める傍ら、2014年には日本プロゴルフ殿堂理事長に就任、2016年3月には青木功に請われて日本ゴルフツアー機構（JGTO）副会長に就任した。またスポーツ報知専属評論家でもある。